# Gingoog
Gingoog ist eine Stadt in der philippinischen Provinz Misamis Oriental.
Sie befindet sich 122 km östlich der Stadt Cagayan de Oro und 74 km westlich von Butuan City.
Sie ist bekannt als die Stadt der Wasserfälle.

## Namensherkunft
Der Name „Gingoog“ kommt aus dem philippinischen Dialekt Manobo und heißt „Viel Glück“ und soll diese für die Stadt einschließen. Ihr Beiname heißt demnach auch „The City of Goodluck“.

## Geographie
Gingoog liegt an der nordwestlichen Küste der Provinz Misamis Oriental am Kopf der Bucht von Gingoog, einem Teil der Mindanaosee.
Die Stadt grenzt im Nordosten an die Gemeinde Magsaysay, im Osten an die Provinz Bukidnon, im Süden liegt die Gemeinde Claveria und im Norden befindet sich die Küstenregion an der Bucht von Gingoog. Das Stadtgebiet umfasst eine Fläche von 744 km².

## Sprache
Die verbreitetste Sprache ist Cebuano. Beeinflusst durch Einwanderungen aus allen Teilen des Landes sind daneben auch die Sprachen Ilongo, Tagalog, Higa-onon, Chinesisch und Englisch in der Stadt beheimatet.

## Baranggays
Gingoog City ist politisch unterteilt in 79 Baranggays.
| - Agay-ayan - Alagatan - Anakan - Bagubad - Bakidbakid - Bal-ason - Bantaawan - Binakalan - Capitulangan - Daan-Lungsod - Hindangon - Kalagonoy - Kibuging - Kipuntos - Lawaan - Lawit - Libertad - Libon - Lunao - Lunotan - Malibud - Malinao - Maribucao - Mimbuntong - Mimbalagon - Mimbunga - Minsapinit | - Murallon - Odiongan - Pangasihan - Pigsaluhan - Barangay 1 (Pob.) - Barangay 10 (Pob.) - Barangay 11 (Pob.) - Barangay 12 (Pob.) - Barangay 13 (Pob.) - Barangay 14 (Pob.) - Barangay 15 (Pob.) - Barangay 16 (Pob.) - Barangay 17 (Pob.) - Barangay 18-A (Pob.) - Barangay 19 (Pob.) - Barangay 2 (Pob.) - Barangay 20 (Pob.) - Barangay 21 (Pob.) - Barangay 22-A (Pob.) - Barangay 23 (Pob.) - Barangay 24 (Pob.) - Barangay 25 (Pob.) - Barangay 26 (Pob.) - Barangay 3 (Pob.) - Barangay 4 (Pob.) - Barangay 5 (Pob.) | - Barangay 6 (Pob.) - Barangay 7 (Pob.) - Barangay 8 (Pob.) - Barangay 9 (Pob.) - Punong - Ricoro - Samay - San Juan - San Luis - San Miguel - Santiago - Talisay - Talon - Tinabalan - Tinulongan - Barangay 18 (Pob.) - Barangay 22 (Pob.) - Barangay 24-A (Pob.) - Dinawehan - Eureka - Kalipay - Kamanikan - Kianlagan - San Jose - Sangalan - Tagpako |

## Geschichte
Die ersten Siedler gehörten zur Volksgruppe der Manobo. Die erste Siedlung errichteten sie in einem Gebiet, das heute zum Baranggay Daan Lungsod gehört und sich später, als die Bevölkerungszahl anstieg, bis zu der heutigen unteren Westseite von Gingoog ausweitete. Die Gründung von Gingoog wird auf das Jahr 1750 datiert. Die Gründer waren Missionare der Franziskaner-Rekollekten.
Um 1868 wurde der Ort zu einem Pueblo, 1903 unter der amerikanischen Kolonialregierung zu einer Verwaltungsgemeinde. Kurze Zeit danach wurde diese zu einem Barrio zurückgestuft und der Verwaltungsgemeinde Talisayan untergliedert, um schließlich einige Jahre später wieder den Status einer eigenen Gemeinde zurückzuerhalten.
Am 18. Juni 1960 wurde Gingoog mit dem Republic Act Nr. 2668 durch den damaligen Präsidenten Carlos P. Garcia als Stadt beurkundet.

## Klima
Das Klima in Gingoog fällt unter die 2. Kategorie, mit sehr ausgeprägten Regenfällen ohne längere Trockenperioden. Die Temperatur liegt zwischen moderaten 24,2 bis 27 °C. Die tiefste Temperatur war bisher 20,1 °C, die höchste 31,7 °C. Die kühlsten Temperaturen herrschen von Dezember bis Februar, die wärmsten von März bis November. Die relative Luftfeuchtigkeit liegt bei 81 % bis 86 %, mit den höchsten Werten im Monat Dezember.

## Bildungseinrichtungen
In der Gemeinde liegt ein External Study Center der Bukidnon State University.

## Sehenswürdigkeiten
- Die alte Stadthalle, auch bekannt als „old casa“.
- der Mount Balatukan Range Natural Park
- Daan-Lungsod, die erste Siedlung mit den Ruinen der Katholischen Kirche, gebaut aus Kalkstein und Korallen.
- Die 30,5 m hohe Bakid-Bakid Falls.
- Die Malibud Falls.

Die Libon-Awit Fälle, dabei vereinen sich drei Wasserfälle zu einem Strom:
- 1. Die Tiklas Falls – 36 m hoch mit einem 30 m breiten Pool
- 2. Die Kilubag Falls – Der beeindruckendste der drei Fälle
- 3. Die Bangbang Falls – 21 m in der Höhe, mit Blick auf das Panorama des Gingoog River.